# Río Reno
El río Reno es un río del noreste de Italia, el principal río de los que desembocan en el mar Adriático al sur del río Po. Tiene una longitud de 212 km (10.º río italiano por longitud) y drena una cuenca de 5040 km² (10.ª cuenca de Italia) y es el río más largo de la Emilia-Romaña y el único importante de esa región que no es afluente del Po.

## Toponimia
La etimología de la palabra italiana Reno es la misma que la de la alemana Rin: es un término celta que significa "agua que corre". El río Rin también se llama Reno en italiano.

## Geografía
Toma el nombre de Reno en la provincia de Pistoia, a 745 m s. n. m. de altitud, donde los dos brazos del Reno Prunetta (con una longitud de aproximadamente 4 km y con origen a 1200 m s. n. m. en el municipio de Piteglio) y el del Reno Campolungo se unen cerca de la localidad de Le Piastre del municipio de Pistoia. En este recorrido por la montaña, marca el límite entre la Emilia-Romaña y la Toscana y atraviesa un desfiladero de 14 km, salvaje y muy arbolado, regado copiosamente en cada estación del año, recorrido por la línea de ferrocarril Bolonia Pistoia-Porretta que discurre por el fondo del valle, con verdaderas obras de arte de la ingenieriería (puentes, túneles, muros de apoyo) que representan una obra maestra de los estudios de ingeniería en el momento de su construcción (1864). Muy importante para las comunicaciones entre el norte y el sur de Italia; desembocando en la llanura del Po, riega Bolonia y su área metropolitana (en este caso, Casalecchio di Reno, atraviesa la rica llanura emiliana, y un poco más al norte de Cento sigue su curso hacia el este y al mar Adriático, donde desemboca en un estuario de 120 m de ancho, cerca del "Valle de Comacchio" en el delta del Po.

## Afluentes
Afluentes: Silla (18 km) y Samoggia (44 km) por la izquierda Limentra (28 km), Setta (47 km) Idice (80 km) (y su principal afluente Savena - 54 km - que es el segundo río de Bolonia. Sillaro (66 km), Santerno (103 km, de los más importantes con un caudal medio de 16 m³/s, que riega Imola) y Senio (92 km) por la derecha.
Su cuenca hidrográfica abarca alrededor de 2 millones de personas.
Las aguas del Reno (y Savena) se utilizaron a partir de la Edad Media para la industria de la seda en la ciudad de Bolonia, con dos canales (Canale di Reno e Canale di Savena).

## Ciudades que atraviesa
El Reno pasa por Porretta Terme, Vergato, Marzabotto, Sasso Marconi, Casalecchio di Reno, Bolonia, Cento Argenta y termina en el mar Adriático al sureste de los valles de Comacchio cerca de Torri di Bellocchio, con un amplio estuario y un largo curso de alrededor de 120 m con dirección S-N en los últimos 2 km, separado del mar por un cordón litoral arenoso.
- Datos: Q658594
- Multimedia: Reno river / Q658594